# Guatteria caribaea
Guatteria caribaea är en kirimojaväxtart som beskrevs av Ignatz Urban. Guatteria caribaea ingår i släktet Guatteria och familjen kirimojaväxter. Inga underarter finns listade i Catalogue of Life.